# Telstar 10
O Telstar 10 (também conhecido como Apstar 2R) foi um satélite de comunicação geoestacionário da série Telstar que foi construído pela Space Systems/Loral (SS/L). Ele esteve localizado na posição orbital de 76,5 graus de longitude leste e era operado pela APT Satellite Holdings Limited. O satélite foi baseado na plataforma LS-1300 e sua vida útil estimada era de 15 anos. O mesmo saiu de serviço em novembro de 2012 e foi transferido para uma órbita cemitério.

## História
O Apstar 2R é um dos satélites mais poderosos em serviço na região Ásia-Pacífico. Lançado na China em 1997 pela empresa APT Satellite Company, Ltd., o satélite oferece áudio, vídeo e serviços de dados para uma área grande o suficiente para ligar a Europa, Rússia, Oriente Médio, África e a região da Ásia-Pacífico, em uma ampla rede de telecomunicações.
Com o satélite é possível estabelecer uma rede de telecomunicação via satélite direta e barato para as residências localizadas na China através da utilização de pequenas antenas. A SS/L espera que os principais programadores internacionais e dos EUA iram fornecer programação para tal serviço. O satélite geoestacionário oferece cobertura para uma área entre a Europa Central e o Japão, e do norte da Rússia à África do Sul e Austrália, com um feixe de banda C com 28 tubos com onda nominal de 60 Watts cada.
A China é servida com dois feixes de banda Ku do Apstar 2R, com um total de 16 tubos de onda em 110 Watts cada. O satélite possui uma potência total on-board do transmissor de 3440 Watts. O novo satélite substitui o Apstar 2, fabricado pela Hughes, que foi perdido em um acidente de lançamento no início de 1995.

## Lançamento
O satélite foi lançado com sucesso ao espaço no dia 16 de outubro de 1997, por meio de um veículo Longa Marcha 3B/E a partir do Centro Espacial de Xichang, na China. Ele tinha uma massa de lançamento de 3,750 kg.

## Capacidade e cobertura
O Telstar 10/Apstar 2R era equipado com 28 transponders em banda C e 16 em banda Ku que cobriam a China, Coreia, Taiwan, Europa, África e Austrália.